# Seznam dílů seriálu Jonas
Toto je seznam dílů seriálu Jonas. Americký seriál o chlapecké kapele Jonas vysílaný na Disney Channel byl v USA vysílal od 2. května 2009 do 3. října 2009. V Česku se začal vysílat od 19. září 2009 do 18. prosince 2010. První řada se nazývala pouze Jonas a druhá řada byla přejmenována na Jonas L.A. Celkem se natočilo 34 dílů.

## Přehled řad
| Řada | Díly | Premiéra v USA  | Premiéra v USA  | Premiéra v ČR | Premiéra v ČR     |
| Řada | Díly | První díl       | Poslední díl    | První díl     | Poslední díl      |
| ---- | ---- | --------------- | --------------- | ------------- | ----------------- |
| 1    | 21   | 2. května 2009  | 14. března 2010 | 19. září 2009 | 2010              |
| 2    | 13   | 20. června 2010 | 3. října 2010   | 11. září 2010 | 18. prosince 2010 |

## Seznam dílů

### První řada (2009–2010)
| Č. v seriálu | Č. v řadě | Název                             | Český název                  | Režie                | Scénář                               | Premiéra v USA    | Prod. kód |
| ------------ | --------- | --------------------------------- | ---------------------------- | -------------------- | ------------------------------------ | ----------------- | --------- |
| 1            | 1         | Wrong Song                        | Špatně nazpívaná píseň       | Jerry Levine         | Ivan Menchell                        | 2. května 2009    | 105       |
| 2            | 2         | Groovy Movies                     | Domácí videa                 | Paul Hoen            | Ivan Menchell                        | 9. května 2009    | 102       |
| 3            | 3         | Pizza Girl                        | Dívka s pizzou               | Paul Hoen            | Heather MacGillvray, Linda Mathious  | 16. května 2009   | 108       |
| 4            | 4         | Keeping It Real                   | Zůstat normální              | Lev L. Spiro         | Michael Curtis, Roger S. H. Schulman | 17. května 2009   | 103       |
| 5            | 5         | Band's Best Friend                | Nejlepší přítel              | Linda Mendoza        | Kevin Kopelow, Heath Seifert         | 7. června 2009    | 109       |
| 6            | 6         | Chasing the Dream                 | Splnění snu                  | Paul Hoen            | Kevin Kopelow, Heath Seifert         | 14. června 2009   | 104       |
| 7            | 7         | Fashion Victim                    | Oběť módy                    | Lev L. Spiro         | Michael Curtis, Roger S.H. Schulman  | 21. června 2009   | 101       |
| 8            | 8         | That Ding You Do                  | Trianglování v orchestru     | Paul Hoen            | Heather MacGillvray, Linda Mathious  | 28. června 2009   | 106       |
| 9            | 9         | Complete Repeat                   | Kompletní opáčko             | Sean McNamara        | Ivan Menchell                        | 5. července 2009  | 110       |
| 10           | 10        | Love Sick                         | Nemocný láskou               | Paul Hoen            | Michael Curtis, Roger S.H. Schulman  | 2. srpna 2009     | 113       |
| 11           | 11        | The Three Musketeers              | Tři mušketýři                | Savage Steve Holland | Kim Duran, Zachary Rosenblatt        | 9. srpna 2009     | 114       |
| 12           | 12        | Frantic Romantic                  | Divoká vášeň                 | Jerry Levine         | Ivan Menchell                        | 16. srpna 2009    | 116       |
| 13           | 13        | Detention                         | Po škole                     | Paul Hoen            | Julie Sherman Wolfe                  | 23. srpna 2009    | 112       |
| 14           | 14        | Karaoke Surprise                  | Karaoke párty                | Paul Hoen            | Michael Curtis,, Heather MacGillvray | 6. září 2009      | 115       |
| 15           | 15        | Home Not Alone                    | Sám doma ne                  | David Kendall        | Linda Mathious, Heather MacGillvray  | 10. září 2009     | 118       |
| 16           | 16        | Forgetting Stella's Birthday      | Zapomenuté narozeniny        | Paul Hoen            | Kim Duran, Zachary Rosenblatt        | 27. září 2009     | 117       |
| 17           | 17        | The Tale of the Haunted Firehouse | Povídky z hasičské zbrojnice | Paul Hoen            | Juile Sherman Wolfe                  | 11. října 2009    | 119       |
| 18           | 18        | Double Date                       | Dvojité rande                | Michael Curtis       | Roger S.H. Schulman, Michael Curtis  | 8. listopadu 2009 | 120       |
| 19           | 19        | Cold Shoulder                     | Ztráta zájmu                 | Paul Hoen            | Heather MacGillvray, Linda Mathious  | 6. prosince 2009  | 111       |
| 20           | 20        | Beauty and the Beat               | Soutěž krásy                 | Savage Steve Holland | Kevin Kopelow, Heath Seifert         | 24. ledna 2010    | 107       |
| 21           | 21        | Exam Jam                          | Test jam                     | Paul Hoen            | Ivan Menchell                        | 14. března 2010   | 121       |

### Druhá řada (2010)
| Č. v seriálu | Č. v řadě | Název                 | Český název         | Režie                | Scénář                    | Premiéra v USA    | Premiéra v ČR      | Prod. kód |
| ------------ | --------- | --------------------- | ------------------- | -------------------- | ------------------------- | ----------------- | ------------------ | --------- |
| 22           | 1         | House Party           | Mejdan              | Paul Hoen            | Lester Lewis              | 20. června 2010   | 11. září 2010      | 201       |
| 23           | 2         | Back to the Beach     | Zpátky na pláži     | Eyal Gordin          | Marc Warren               | 27. června 2010   | 11. září 2010      | 202       |
| 24           | 3         | Date Expectations     | Příprava na rande   | Paul Hoen            | Paul Ruehl                | 2. července 2010  | 18. září 2010      | 203       |
| 25           | 4         | And... Action         | Ááá... akce         | Paul Hoen            | Ned Goldreyer             | 11. července 2010 | 25. září 2010      | 204       |
| 26           | 5         | America's Sweethearts | Americká zlatíčka   | Eyal Gordin          | Jessica Kaminsky          | 25. července 2010 | 16. října 2010     | 205       |
| 27           | 6         | The Secret            | Tajemství           | Paul Hoen            | Grace Parra               | 1. srpna 2010     | 23. října 2010     | 206       |
| 28           | 7         | A Wasabi Story        | Příběh o Wasabi     | John Scott           | Danny Warren              | 8. srpna 2010     | 30. října 2010     | 207       |
| 29           | 8         | Up in the Air         | Vzhůru k výšinám    | John Scott           | Marc Warren               | 15. srpna 2010    | 13. listopadu 2010 | 208       |
| 30           | 9         | Direct to Video       | Videoklip           | Paul Hoen            | Ned Goldreyer, Paul Ruehl | 22. srpna 2010    | 20. listopadu 2010 | 209       |
| 31           | 10        | The Flirt Locker      | Flirt pod kontrolou | Paul Hoen            | Jennifer Fisher           | 29. srpna 2010    | 21. listopadu 2010 | 210       |
| 32           | 11        | Boat Trip             | Výlet lodí          | Savage Steve Holland | Lester Lewis              | 12. září 2010     | 27. listopadu 2010 | 211       |
| 33           | 12        | On the Radio          | V rádiu             | Savage Steve Holland | Jessica Kaminsky          | 26. září 2010     | 11. prosince 2010  | 212       |
| 34           | 13        | Band of Brothers      | Bratrská kapela     | Ryan Shiraki         | Ryan Shiraki              | 3. října 2010     | 18. prosince 2010  | 213       |